# Iļģuciems
Iļģuciems är en stadsdel i Lettlands huvudstad Riga. Iļģuciems ligger 4 meter över havet och antalet invånare är 26 131.